# Duvy
Duvy – miejscowość i gmina we Francji, w regionie Hauts-de-France, w departamencie Oise.
Według danych na rok 1990 gminę zamieszkiwały 414 osoby, a gęstość zaludnienia wynosiła 49 osób/km² (wśród 2293 gmin Pikardii Duvy plasuje się na 599. miejscu pod względem liczby ludności, natomiast pod względem powierzchni na miejscu 570.).